# ACMA:GAME
『ACMA:GAME』（アクマゲーム）は、原作：メーブ、作画：恵広史による日本の漫画作品。『週刊少年マガジン』（講談社）にて、2013年19号から2017年14号まで連載された。
2024年4月から6月まで、日本テレビ系列にてテレビドラマが放送された。同年10月にテレビドラマ版の続編となる実写映画が公開された。

## あらすじ
プロローグ
織田照朝は、8年前に両親が相次いで他界したことで破綻したグループをわずか3年で再建し、父が残した社員すべてを「家族」として愛し、会長として守っていた。
そんなある日、「ゲームの勝者が要求するものを敗者からなんでも奪う」という「アクマゲーム」を発動する「悪魔の鍵」を持つ者が目の前に現れたことで、照朝はアクマゲームに巻き込まれる。そして、アクマゲームで政財界を操る謎の組織「グングニル」の存在を知り、その正体に迫る。
vs.マルコ 〜 グングニル蜂起
部下を引き連れ織田グループ本社を襲撃してきたマルコ・ベルモンドにアクマゲームを挑まれた照朝は、一時は悪魔の能力に思考を乱されるも、力の本質を看破して勝利を掴むと、敗北したマルコからグングニルとそのトップである先導者の存在を聞き出し、人命を簡単に切り捨てるその蛮行に怒りを覚え、自分が得た鍵を手がかりに調査を始める。
調査の役に立つ人物として挙げられた同級生眞鍋悠季のもとを訪ねるが、眞鍋家は暴力団に捕らえられていた。助けようとして負傷した友人たちや悠季を守るべく、照朝はアクマゲームにより窮地を凌ぐ。その直後に現れたギャンブラー上杉潜夜とのゲームと対話によりグングニルの動きの一端を知るが、それと時を同じくしてグングニルが日本政府を掌握する。
トーナメント 1回戦・2回戦
グングニルは、日本の支配を任せられるに値する8人の若者を選抜して競わせる「アクマゲームトーナメント」を開催する。照朝は潜夜に敗北して一度は鍵を失うが、再び現れた鍵を手にトーナメントへ参加する。初戦では演技力に秀でたアイドル式部紫との騙し合いの果てに勝利する一方、グングニルに囚われた彼女の母親をマルコを介して救出し、好意という名の信頼を得る。同じくゲームに挑む潜夜もまた、巻き込まれた悠季を下して勝利を収める。
続く2回戦は敗者も交えた4人での対戦となり、照朝と紫は総理大臣の息子斉藤初と心理学者伊達俊一郎のペアと争う。絶対的な自信でゲームを自分のペースに持ち込む初に苦戦する照朝だったが、紫とのチームワークで勝利をもぎ取る。敗れた初は、トーナメント参加の理由がグングニル打倒であることを照朝に明かし、照朝も共闘を誓う。一方の潜夜と悠季も天才棋士毛利明と天才アスリート島津涼と対戦するが、桁外れの運動能力を持つ島津とそれを自在に操る毛利の頭脳に敗北を喫する。
トーナメント 決勝戦
自分が破った相手を仲間とし、4人対4人のチーム戦となる中、照朝は「互いの悪魔の能力の不使用」を提案し、毛利もそれを了承する。5つのミニゲームで勝敗を競う万中五選が最終戦までもつれ込む混戦となったが、最終的に照朝と毛利の1対1になり、毛利の読みを上回った照朝が勝利を掴む。
過去編
同じ高校の同級生であった照朝の父清司、宝条院グループ総裁の剣征、初の父親であり現首相の斉藤久利臣、そして照朝の母山本麗華の過去が描かれる。何かにつけ張り合っていた清司と剣征は生徒会長の座を争い、勝利した清司に対し負けを認めた剣征と改めて友情を誓い合う。
10年後、宝条院グループに対抗しうる織田グループを一代で築き上げた清司は、麗華との結婚、元傭兵の岡本龍肝との邂逅を経て、考古学者崩心祷と出会い、彼のオーパーツの研究・発掘への出資を約束する。
さらに5年後、ストーカーの襲撃によって麗華を亡くす悲劇が清司を襲う。一方崩心は全知を得られる天の知識書を発見し、「亡き妻を蘇らせる」ことを匂わせて清司を唆し天の知識書を手に取らせる。清司は全知を得、ここに先導者が誕生した。
最終決戦
トーナメント参加者全員が結集し先導者に挑むことになり、潜夜の能力で天の知識書を奪うことに成功するが、全知で得た知識を駆使する先導者に照朝らは苦戦する。それでも最後は「自分の名を捨てた」先導者の裏をかく策で照朝は勝利を収める。敗北の代償として全知を失った先導者は清司としての記憶を取り戻し、グングニルの解散を宣言する。しかし崩心はそれに納得せず清司を銃撃、助けに入った岡本も撃たれて2人とも瀕死となる。死期を悟った清司は照朝の悪魔の鍵を奪って発動、崩心を自分（と岡本）共々ゲームに引きずり込み、さらに自分が死ぬことで崩心を永久に封じ込める。
その1週間後、悪魔の鍵が照朝の元に出現する。鍵を使用し呼び出した悪魔ガドから先導者の能力を聞くことで清司の真意を理解し、照朝は日常へと戻ることになった。

## 登場人物

### 主要人物
織田 照朝（おだ てるあさ）
本作の主人公。光聖高校3年にして、日本有数の財閥「織田グループ」の総会長を務める。
容姿、頭脳、運動神経といった能力は非凡そのもので、全国模試一桁の成績をキープしつつ会長職を務めている。善良で分け隔てない人柄の持ち主でもあり、社員を重んじていた亡き両親の教えを受け継ぎ、社員はグループ末端に至るまで名前を把握しており、その全員を「家族」と呼び大切にしている。両親を失って以降、大人の心無い欲望に晒されていたせいか人間不信気味な部分もあるが、彩香が自身の大切な支えになっていることは自覚があり、彼女を異性として意識はしている。一方で子供っぽい面もあり、自社製品であるチョコレート「モグチョコ」をよく食べている。また、本人には自覚がなかったが画風が前衛的で、「しりとりドローイング」では初らに迷惑をかけることになったが、心理誘導作戦により勝利を収めた。
ゲームでは、ルールの性質を正しく把握しつつグレーゾーンを突くこと、先見の明に秀で相手の思考や意図を読んで出し抜くことに優れるが、堅実過ぎて潜夜のような騙しや初のようにリスクを乗せて賭けを交えた戦術に弱い一面があり、またその能力も出し抜くのではなく寄せ合う思考には頼りなく、トーナメント決勝では仇となることが多かった。
連続財産譲渡事件の次のターゲットに選ばれ、織田グループを奪うために接触してきたマルコとのアクマゲームをきっかけに「グングニル」の存在を知り、その振る舞いに怒りを覚える。その組織のトップである「先導者」が死んだ父である可能性を知り、真偽を知るためにグングニル主催のトーナメントに参加する。第1回戦では紫と対戦。天性の演技力に苦しめられるが、その上を行く駆け引きで彼女を下す。第2回戦では彼女と共に初・伊達ペアと対決。最初は初の支配力に圧倒されるも、絶対服従の欠点を突きさらに紫の演技力が功を奏し勝利する。決勝戦では織田チームのリーダーとして毛利チームと対戦。第2戦「しりとりドローイング」で悠季と対戦。先述の画風の乏しさと悠季の分析力に優位に立たされてしまうが、彼女に心理誘導を仕掛け1勝目を挙げる。最終戦「5スペルサバイバル」ではチーム大将として毛利と対戦。悠季・潜夜の5スペルに苦しめられるも、何とか悠季の5スペルを当て彼女を退場させるが、毛利によって紫を退場させられてしまう。その後も潜夜の5スペルに苦しめられるが、初が潜夜の5スペルを当てた後に退場させ長きにわたる苦しみから解放される。その後、初の連携で毛利の弱点部位にダメージを与えるも、伊達を退場させたばかりの島津が自身の5スペルによって身代わりとなったため失敗、逆に初を退場させられてしまう。毛利との一騎討ちの末、毛利が仕掛けた閃光弾をものともせず、作戦を読み切って毛利を倒し勝利する。最終決戦では先導者と対決し、苦戦はしたものの先導者の盲点を突く解答を設定したことで先導者の誤りを誘い勝利した。
5スペルサバイバルでのスペルは「五文字可視（ごもじかし）」。相手の5スペルを可視化する。
悪魔の能力は「一分間の絶対固定（リミテッド・パーフェクト）」。ゲーム中一度だけ任意の物体を1分間固定する。鍵の文様の場所は右手の甲。

上杉 潜夜（うえすぎ せんや）
天才ギャンブラーとして裏の世界で名を馳せる青年。照朝を「てるりん」、ガドを「ガドちん」、真鍋を「ゆっきー」、毛利を「きらりん」、島津を「りょーちん」、伊達を「だっしゅん」、初を「ういうい」など、他人をあだ名で呼ぶなどおちゃらけた性格をしている。髪を複数のピンで留めており、動物の名前が書かれた変わったTシャツを着ている。
かつては天才的な頭脳と温かい家族や友人に恵まれた高校生活を送っていたが、ある日、自分以外の家族を惨殺された挙句、警察に犯人と疑われて周囲から白い目で見られ、真犯人も一向に捕まらず絶望して死のうとするが、たまたま出会った直江に考えを改めさせられ、必死の努力の末に自らの手で犯人を捕まえた。以降は「自分の人生を全力で楽しむ」という信条の元、刹那的な快楽を求めてギャンブラーになり、カジノや裏賭場で汚い資産家などをハメて金を稼ぎ、その金を困ってる人に分けたりしていた。ある日、狙っていたカモをグングニルの下っ端に横取りされ、その時に「グングニル」と「アクマゲーム」の存在を知り、悪魔の鍵も手に入れる。その後はグングニルに敵対するために情報を収集していた。
兵頭を倒した照朝の前に現れ、鍵の情報を得るため彼にアクマゲーム「五印一当」を挑み、高度な駆け引きで勝利する。ゲーム後は鍵に関する情報を共有し、共同戦線を張ることになる。
グングニルから鍵を奪った実力を評価され、トーナメント参加者に選出、参加を強制するために直江を人質にとったグングニルへの怒りから参加を決める。ただしゲーム自体は楽しんでおり、1回戦では悠季に本気を出させたうえで勝利を収め、2回戦では毛利・島津ペア相手に秘匿していた悪魔の能力を晒すも、その上をゆく毛利の読みには届かず惜敗する。決勝戦では毛利チームの一員として織田チームと対戦する。第3戦「きぐるみかくれんぼ」で伊達と対戦。伊達が自分を紫と誤答したことで、隙が生じ、照朝と紫を退場に追い込むも、逆に先手を打った伊達に島津を退場させられてしまう。互角の戦いの末、毛利の誘導作戦により勝利を飾る。戦いが終息した後は、照朝との勝負に負けたものの、照朝を出し抜いて天の知識書を所持している。
5スペルサバイバルでのスペルは「照朝ほげー（てるあさほげー）」。照朝に、強制的に大声を出し続けさせることができる。
悪魔の能力は「超配達（スーパーデリバリー）」。壁や床に指で円を描き、その円を通して閉鎖空間外から何でも取り寄せ、持ち込むことができる。持ち込むにはそのモノの所在地を把握し、かつそのモノが通れる大きさの円を指で描く必要がある。鍵の文様の場所は舌。

マルコ・ベルモンド
イタリアのマフィア「ベルモンドファミリー」の御曹司。短い金髪で、両耳にピアスをしている。
父レオを「グングニル」に人質に取られ従わされていたが、グングニルが持っていた悪魔の鍵の一つを奪い、世界の大企業の社長にゲームを仕掛け、勝利してはその全財産を奪い父の身柄との交換条件にしようとしていた。4人目の標的に照朝を選びアクマゲーム「真偽心眼」を挑むが、彼の推理力を侮り敗北、鍵の所有権を失ったことをグングニルに知られ、それにより父も殺されてしまう。その後は織田グループイタリア支部に匿われていたが、アクマゲームトーナメント開催に伴い再び来日、照朝から鍵を預かりバックアップに回る。
悪魔の能力は「閉鎖空間転移（ボックス・トランスファ）」。ゲームによって作られた閉鎖空間をゲーム終了まで一度だけ地球上の別地点に移動させる。照朝との対戦時は、以前見たことのあったグングニルの敦賀の能力を参考に、空間を北極に移動させ室温を下げ、冷気を操る「操気冷却（アーリアル・チル）」と偽り、彼の思考を鈍らせようとした。鍵の文様の場所は右手首。
ドラマ版では、丸子光秀という日本人に変更されたが、敗北後は父のレオと同じ末路をたどることになる。

式部 紫（しきべ ゆかり）
アクマゲームトーナメントの参加者の一人。17歳。「YUKA」の芸名で活動している人気アイドル。長い髪をツインテールにしてまとめている美少女。
母親と妹2人、弟の5人家族で、父親は多額の借金を残し蒸発している。病弱な母親と幼い弟妹を守るため、大金を稼ぐことができるアイドルになった。
持って生まれたカリスマ性や演技力、行動力をグングニルに評価され、トーナメント参加者に選ばれる。本人に参加意思はなかったものの、母親を人質に取られたため強制参加を余儀なくされ、1回戦で照朝と対戦する。天性の演技力で照朝を翻弄するが、そのさらに上を行く駆け引きに圧倒された挙句、自身の能力を発動前に見破られ敗北した。直後、照朝が母を救うため動いていたことを知り、彼の優しさと器の大きさに惚れる。以降は照朝の純粋な協力者として彼を最終決戦までサポートする。2回戦で照朝と共に齊藤初・伊達俊一郎ペアと対戦。勝負自体は戦力外だが、天性の演技力を駆使し、照朝の勝利に貢献する。決勝戦の初戦「最強妄想決定戦」で島津と対戦。2回目の際に照朝と初が自分のサインを見落としてしまい、それが原因で敗北する。
5スペルサバイバルでのスペルは「天パ菱縄縛（てんぱひしなわしばり）」。毛利や島津のような天然パーマの男性を菱縄縛りにて拘束する。
悪魔の能力は「万物目覚（オールタイマー）」。自身が選んだ物体にタイマーとしての機能を付与し、セットした時間に音が鳴るようにする。鍵の文様の場所は右肩。

眞鍋 悠季（まなべ ゆうき）
照朝のクラスメイトの女子生徒。自動車部品工場「真鍋製造」の娘。
工場が抱える借金を無理矢理取り立てようとした兵頭らに拘束されるが、照朝に助けられ、その際にアクマゲームの存在を知る。
プログラミング技術と暗号解読に秀でており、特に暗号解読は「直感翻訳（インスピレーションリーディング）」を瞬時に行えるほど。プログラミングをする際などは性格が変わる（潜夜曰く「ブラックゆっきー」）。また、腐女子の気があり、裏の顔を見せる際は割と口汚くブラックな言動が目立つ。
照朝に協力する一方で、暗号解読の実力を買われ、アクマゲームトーナメント参加者に選ばれる。両親を誘拐、監禁され、さらに「強力なコンピュータウイルス『MIST』を用いて織田グループを破産させる」と脅され参加を決意。1回戦で潜夜と対戦、普段の性格と「黒」の性格を駆使した駆け引きと能力で優位に進めるも敗北する。その後、2回戦で潜夜と共に毛利明・島津涼ペアと対戦するが、相手チームの策にまんまと嵌ってしまい、思うような分析ができず、さらに、潜夜の起死回生が実らなかったこともあり、結果、毛利・島津ペアに勝利を許してしまう。決勝戦では毛利チームの一員として織田チームと対戦する。第2戦「しりとりドローイング」で絵が下手だが画力に自信を持っている照朝がMPとなることを見抜いて自らがMPとなって対戦。前半は圧倒的な画力と語彙力で優位に進めるも、いくら語彙力が豊富でも味方が分からなければ意味がないことに途中まで気づいておらず、後半逆に照朝が仕掛けた心理誘導により状況の変化に対応しきれずミスを犯し、持ち時間を大幅に削られてしまい逆転敗北する。
優れた分析力を活かし、自分の能力を最大限に活かす堅実なプレイスタイルが特徴。ただし、分析能力のためのデータに不備があると、その能力は一気に瓦解するため、騙しに弱い。さらに本人は苦境におけるメンタルはそれほど強くないため、状況の変化や優位が崩れると一気に脆くなる。
5スペルサバイバルでのスペルは「涼増殖隷属（りょうぞうしょくれいぞく）」。島津を複数生成し、彼らに命令することができる。
悪魔の能力は「感染する命令（カンティジョン・プログラム）」。物体に命令を仕込み、その物体に手で触れている人間を無意識のうちに命令に従わせる。命令を仕込めるのは一度きりだが、仕込んだ命令はゲーム中永続する。鍵の文様の場所はうなじ。

斉藤 初（さいとう うい）
アクマゲームトーナメントの参加者の一人。19歳。斉藤総理の息子。
自分以外の人間を凡愚だと見下す傲岸不遜な性格。取捨選択が明瞭で速く、自分の選択に絶対の自信を持っている。
「先導者」の思想に賛同し、グングニルメンバーから3本の鍵を自力で奪い、「先導者」に自らを売り込みトーナメントに参加する。しかし、それは演技であり、本当の目的は父を支配しているグングニルを倒して自らの力を証明し、父の汚名を雪ぐことである。
トーナメント1回戦で伊達と対戦し勝利、その後の2回戦で伊達と共に照朝・紫ペアと対戦する。チームとしてゲームに取り組む照朝に対し、伊達のことを信用せずに絶対服従で従わせているだけであり、そこを突かれ敗北、照朝と自分の違いを理解し素直に負けを認めて彼の協力者となり、最終決戦まで共に戦った。決勝戦の第4戦「サイレントにらめっこ」では毛利と対戦。ゲームが長期化すると予想した毛利の捨て身の策にも惑わされず、王道を貫き勝利。公式のアクマゲームで負けなしの毛利にひと泡を吹かせた。
5スペルサバイバルでのスペルは「どこでも扉（どこでもとびら）」。任意の場所に空間をつなげる扉を生成する。
悪魔の能力は「肯定する従順羊（イエスマン・シープ）」。自身の質問に対し、任意の対象に一度だけ「Yes」で答えさせる。鍵の文様の場所は右腕。
原作ではアクマトーナメント編からの登場であったが、ドラマ版では最初から登場している。

### 織田グループ
織田 清司（おだ せいじ）
故人。照朝の父親。社員を大事にし、自宅を社屋に構えていた。8年前の会社爆発事件に巻き込まれ、40歳で死亡したことになっているが、実は天の知識書に手を触れたことで先導者と化していたことが判明。

織田 麗華（おだ れいか）
故人。照朝の母親。旧姓は山本で山本製菓の令嬢。9年前に事故死したが、実際は殺人だったのではないかとの噂も残っている。実は、織田家を付け狙っていたストーカーが起こした事故で清司と照朝を生かすために自ら重体となりそのまま死亡したことが判明。

岡本 龍肝（おかもと りゅうかん）
照朝直属処理課「ハウンドドッグ」隊長。「屍量産兵（マス・コープス）」という異名を持つ。先代会長である清司の代から織田家に仕えており、グループ破綻後から照朝の身の回りの世話をしている。最終決戦終了後に本性を現した祷に重傷を負わされ、正気に戻った清司と共に死を選んだ。
悪魔の能力は「戦場の勘（フロント・ミッション）」。10分間、自分の身体能力と感覚が自分の人生で最も研ぎ澄まされた瞬間の状態となる。

仁科 梨穂（にしな りほ）
「ハウンドドッグ」の一員。アップスタイルの若い女性で、岡本の右腕的存在。
悪魔の能力は「野生の嗅覚（インカンスカンシィ）」。対象に付着した臭いと多寡を正確に嗅ぎ分ける。

戸塚・ニゲール・ラピッド（とつか・ニゲール・ラピッド）
「ハウンドドッグ」の一員。サングラスと歯が特徴の色黒の青年で、通称はニゲル。照朝を「大将」、彩香を「姫さん」と呼ぶ。
悪魔の能力は「剥き出しの輝き（ラッキー・ティーズ）」。視線が遮られるまで、対象の視線を自分の歯に集中させる。

宝治山 士郎（ほうじやま しろう）
織田グループ研究室長の男性。「悪魔の鍵」に特殊な光を当てることで、QRコードのような模様を浮かび上がらせることに成功した。

星山 義近（ほしやま よしちか）
中年の男性。照朝不在の間織田グループの社長職を任されている。

### グングニル
先導者(The Guide)
謎の組織「グングニル」のリーダーを名乗る初老の男性。あらゆる「アクマゲーム」に一度も負けたことがない絶対王者。
その素性は詳細不明だが、警察庁が入手した情報より、死んだはずの織田清司でないかと疑われているが、20巻での回想でそれが確信に至ることとなる。
最終決戦では照朝と対戦。最初は絶対王者の名に恥じない強さで、照朝を圧倒するが、照朝が選んだワードのうち2つが名字を変えた（正確には結婚により変わった経緯がある）同一人物とまでは読めず（例外を除いて同義であれば読みが違う程度の回答は正答扱いになるルールが、盲点となった要因となる）敗北。先導者としての記憶を失い、清司としての人格が戻る。その後、照朝と再会したのもつかの間、本性を現した祷に重傷を負わされてしまうも、照朝から悪魔の鍵を奪い祷とセルジオを道連れに岡本と共に死を選んだ。
悪魔の能力は｢記憶の共有（ファルコンクジョー）｣。任意の相手と記憶を共有することが出来る。鍵の紋様の場所は左手の甲。
ドラマ版では織田清司がグングニルのトップという設定を継承しているが、名称は「ガイドさま」に変更されている。

崩心 祷（ほうしん いのる）
「グングニル」のNo.2。ライオンの鬣のような髪型と髭を蓄え、ハート柄のシャツを着た初老の男性。かつては織田グループの人間で研究部門に所属していた。遺跡発掘チームにも関与しており、それにより悪魔の鍵と天の知識書を世に放っている。
グングニルの独裁政治に対してデモを起こす国民を自衛隊を使って残忍に制圧させるなど、残酷な性格である。実は、世界平和よりも世界征服をするという野望を持っていることが判明。先導者の敗北後、正気に戻った清司と岡本に致命傷を負わすと鍵の力で若返り、筋力も増強するが、悪魔の鍵で閉鎖空間を作った清司の死によりセルジオと共に閉鎖空間に閉じ込められたことに絶望し、1週間後に命を絶った。

長久手 洋一（ながくて よういち）
「グングニル」の構成員。白い長髪と眉毛がないのが特徴。
元医師で、重度の昏睡状態だった妻を「先導者」に助けてもらったことがきっかけで彼を崇拝しグングニルに所属する。照朝がアクマゲームトーナメントに参加する資格があるか否かを調べるために織田グループ本社を訪れ、「百金争奪」を仕掛けるが、先の潜夜への敗北から成長していた照朝の前に敗北する。照朝の実力を素直に認め彼からの要求「自分が知りうる限りのグングニルの情報を提供する」を実行しようとしたが、あらかじめ「先導者」にゲームを介して記憶を改竄されていただけでなく、事前に課されていた命令「ゲームに敗北したら先導者と会ってからの全ての記憶を失う」が発動し、妻の安否を知る術を失い慟哭する。彼が所持していた鍵は照朝を経てマルコに渡った。戦いが終息した後は織田グループの構成員に採用された。
悪魔の能力は「拙い身代わり（プア・スケープゴート）」。2つの物体の見た目を入れ替えることができる。鍵の文様の場所は右首筋。

小牧 裕二（こまき ゆうじ）
「グングニル」の構成員。顎髭を生やした男性。
大介を誘拐、監禁し、潜夜を強制的にトーナメントへ参加させようとするが、潜夜の巧みな話術、交渉術により大介の監禁場所を教えてしまった挙句、ゲームに敗れ記憶を失ってしまう。

姉川（あねがわ）
「グングニル」の構成員で、照朝と紫が関わる対戦の立会人を務める。紫の母を誘拐、監禁し、紫を強制的にトーナメントへ参加させる。

敦賀 準一（つるが じゅんいち）
「グングニル」の構成員。髪を後ろで一つに束ね、特徴的な眉毛をしている男性。
マルコがグングニルに従っていた際、マルコをそそのかし鍵を奪わせ反逆させることで、アクマゲームトーナメントの出場者を見出すための物差しとなるように泳がせた。その後、紫をアクマゲームに参加させるために、彼女の母をゲームにより強制的に誘拐、監禁する。紫の母を救出しに来たマルコと再会、猫をかぶって騙そうとするも看破され本性を現しアクマゲーム「入水限度」を挑まれる。マルコの能力を知っていたこともあり彼が使うであろう手を読みつつゲームを進めるが、父親の死や尊敬できる仲間との出会いにより成長したマルコの前に敗れる。
悪魔の能力は「操気冷却（アーリアル・チル）」。ゲーム中1分間だけ冷気を操ることができる。鍵の文様の場所は右胸。

瀬沢 凛（せざわ りん）
「グングニル」の構成員。ショートヘアの女性で、潜夜からは「パッツナー」と呼ばれる。
トーナメントで1回戦では潜夜と悠季・2回戦では毛利が関わる対戦の立会人を務める。悠季の両親を誘拐、監禁し、さらにコンピュータウイルス『MIST』を用いて織田グループを破産させると脅しをかけ、悠季を強制的にトーナメントへ参加させる。戦いが終息した後は、潜夜・悠季・直江と共に行動するようになった。

中島 謙治（なかじま じょうじ）
「グングニル」の構成員。トーナメントで潜夜と毛利の対戦の立会人を務める。壮年の男性。

セルジオ
「グングニル」専属のボディーガード。岡本の傭兵時代の上官で、彼よりも20歳は年上のはずだが、時期は不明だが、何らかの病気を発症し余命が短い状態から何らかの手段で全盛期の若い姿になっている。
全力を出していなかったとはいえ岡本を一方的に打ち倒す実力の持ち主。先導者が敗北した後は祷と共に戦争に身を投じようとしたが、閉鎖空間を作った清司に閉じ込められたことで、野望の頓挫を悟り、自ら命を絶った。

李道民（リー・ダオミン）
「先導者」専属のボディーガード。岡本の傭兵時代の戦友で彼より1歳年下のはずだが、当時から容姿が変わっていない。
武装したマルコの部下たちを一度に手玉に取るほどの戦闘力を有する。

椎名（しいな）
「グングニル」の構成員。最終決戦に立ち会った構成員の1人。
悪魔の能力は「第七勘（セブンセンス）」。閉鎖空間内の人間が悪魔の能力を発動した時それを感知できる。

安藤院（あんどういん）
「グングニル」の構成員。最終決戦に立ち会った構成員の1人。
悪魔の能力は「思念奪取（コスト3）」。10秒間、任意の相手の脳内イメージを受け取ることができる。

他の構成員たち
グングニルの思想に賛同した構成員たちで、5分間、閉鎖空間外の任意の人と思念会話できる「許された想い（ロミジュリ）」・5分間、閉鎖空間外の最大10人に任意で一方通行の伝達ができる「恐怖新聞（ダイレクトメール）」・アンロック済みの悪魔の能力の名前を知ることができる「鍵穴の漏洩（スローサイト）」・10分間相手の心拍数の変化を感知できる「鼓動の軌道（ドキドキカウント）」とうち4人は悪魔の能力を所持している。

### トーナメント参加者
伊達 俊一郎（だて しゅんいちろう）
アクマゲームトーナメントの参加者の一人。22歳。天才心理学者。
東大で心理学を専攻している大学院生でありながら専用の研究室を与えられており、『人の飼い方』という著書がある。常に薄らと笑顔を浮かべているが、その笑顔の裏で相手をモルモットとしか見ておらず、人間に興味を持っているが人間を愛してはいない。人間観察のためにさまざまな団体に加入しては、環境に飽きると滅茶苦茶に破壊するという行為を繰り返してきた。アクマゲームトーナメントにも、人間観察のために自発的に参加する。
1回戦で初に敗北し、2回戦で共に照朝・紫ペアと対戦する。人間観察のために絶対服従の穴を突いて初に反抗したり、照朝にも心理的な揺さぶりをかけるなどゲームをかき回すが、照朝からは信用されず、初には「仲間」ではなく「道具」として軽視されることになった。
決勝戦では織田チームの一員として毛利チームと対戦する。第3戦「きぐるみかくれんぼ」で潜夜と対戦。巧みな心理術を仕掛けてあと1ポイントまで追いすがるも、チームメイトが早々に離脱してしまい、毛利チームの連携に単独では敵わず敗北する。
5スペルサバイバルでのスペルは「絶対無敵強（ぜったいむてききょう）」。自分を無敵にするほど強くなれる。イメージによって具現する性質上、無敵へのイメージが強くなればなるほど身体能力や耐久力が増していく。潜夜によって初の5スペルが封印された際、照朝と初の2人を抱えて高所からの着地に成功したことでよりイメージの限界を超えていき、島津と格闘で渡り合えるほどの力を発揮した。
最終決戦では「照朝の意識を解答から一時的に逸らす」という重要な役割を最終盤で果たし、勝利に貢献した。
悪魔の能力は「視覚の強制交換（サイトジャック）」。ゲーム中一度だけ、任意の対象者と自分の視界を5秒間交換する。鍵の文様の場所は顔の左眼周辺。

島津 涼（しまづ りょう）
アクマゲームトーナメントの参加者の一人。17歳。天才アスリート。
知識に乏しく天然で単純な思考の持ち主だが、生まれながらにして人間離れした筋肉量と身体能力を有している。思いやり溢れた性格ゆえにその力をセーブして生活してきたが、小学2年生の時に友人が上級生にいじめられていることに激怒し、その力で友人を助けようとして上級生4人を殺害してしまう。その事件がきっかけで自身の身体能力が日本政府の目に留まり、国の管理下で徹底的な情操教育・道徳教育を施され、「日本の最終兵器」と称されるほどの力を持ちながらも優しさに溢れた青年へと成長した。一方で、5スペルサバイバルそのものは年齢相応に楽しみに思いながら、自身の全力を人にぶつけることには上記の事件がトラウマで非常に理性的である。
その単純かつ正々堂々とした思考ゆえに、騙し合いが多いゲームにおいては不利に働くことが多いが、素直過ぎるがゆえに「思い込み」がなく柔軟な思考が（無自覚に）出来、潜夜も気づけなかったルールの抜け道を当然のように突いたりもする。それと、知識の不足も時にさまざまな相手の常識を覆して、読み合いに長けた敵も味方の予想も覆すことも多く、時にどっちに利をもたらすかわからない。
トーナメント1回戦で明と戦い敗北し、2回戦で彼と共に潜夜・悠季ペアと対戦。自身の頭脳面のなさを毛利にカバーしつつも、身体能力を駆使してゲームに臨み、結果的に潜夜・悠季ペアを下すきっかけを作る。決勝戦では毛利チームの一員として織田チームと対戦する。初戦「最強妄想決定戦」で紫と対戦。2回目で彩香を妄想したことで本人にその意図はなかったものの結果的に照朝と初をだまし勝利する。
5スペルサバイバルでのスペルは「大将身代り（たいしょうみがわり）」。大将（毛利）が倒された際、身代りとなって退場する。
最終決戦では毛利のボディガードとして同行しており、ゲームには参加していない。
トーナメント参加者の中で唯一悪魔の能力、鍵の文様の場所、鍵の悪魔が明らかになっていない。
ドラマ版では未登場であるため、カリスマYouTuberの浅井満が彼の代役として登場した。

毛利 明（もうり あきら）
アクマゲームトーナメントの参加者の一人。19歳。天才棋士。常に和服を愛用する。常に無表情だが、勝負事への勝利に執着しており、他の何事よりもそれを優先する。また、体を激しく動くことは苦手で、「きぐるみかくれんぼ」で息切れするほどだった。
妻・静（しずか）と息子・勇をグングニルに人質にとられトーナメント参加を強要され、元来の性質からそれを承諾する。1回戦で涼を下し、2回戦で彼と共に潜夜・悠季ペアと対戦する。涼の身体能力と、頭脳戦が苦手なことを逆に利用することで「粘土問答」を有利に進め、潜夜の策略にも惑わされず勝利を収める。
決勝戦では毛利チームのリーダーとして織田チームと対戦する。第4戦「サイレントにらめっこ」で初と対戦。切腹の演技で織田チームをリタイアさせる捨て身の作戦に打って出るが、王道を貫く初には通用せず逆に初が仕掛けた顔芸により静かな笑いをしてしまい敗北。公式のアクマゲームで初黒星を喫した。最終戦「5スペルサバイバル」ではチーム大将として照朝と対戦。照朝の5スペルによって悠季が退場させられたことで自ら初陣。5スペルを活用して紫を退場させ、さらに潜夜が退場させられた後、自身の弱点部位にダメージを負い島津が5スペルによって身代わりで退場させられた隙を突き初を退場させて第4戦での雪辱を果たし、照朝との一騎討ちにもつれ込む。閃光弾を用いた作戦で照朝を倒そうとするが、その作戦を読み切っていた照朝に倒され敗北。メインを務めた強者2人を相手に2連敗を喫した。それでもなお攻撃をし続ける照朝の肩に手を置き自ら敗北を認めた。
5スペルサバイバルでのスペルは「狙われない（ねらわれない）」。相手からの攻撃（5スペルの対象になることも含む）を自動的に回避できる。攻撃をかわすことを逆手に取り、あえて相手に弱点を突き出すことで行動を大幅に制限することができる。しかし、弱点を攻撃しようとする意志が相手になければ機能しない。
最終決戦ではゲームに直接参加せず、グングニル側に悪魔の鍵を使わせないため、「先導者がいる迎賓館周辺を除く地球全体をひとつの部屋として認識する」という、常人にはありえないような想像力を発揮し、照朝をサポートした。
悪魔の能力は「知覚消去（シャットアウト）」。指定したモノの存在を、ゲーム終了まで自身の五感から遮断する。鍵の文様の場所は右の掌。

### 宝条院グループ
宝条院 彩香（ほうじょういん あやか）
宝条院グループ総裁の一人娘。光聖高校3年だが、照朝とは違うクラス。
校内の男子には「彩姫（あやひめ）」と呼ばれ人気があるが、照朝を「将来の夫」と呼ぶほど好意を寄せている。その好意は「私の照朝に近づくな」という雰囲気を周囲に発しており、照朝が校内の女子や一般女性に人気があるにもかかわらず、彼女の存在により校内の女子や一般女性たちが告白しない原因となっている。周囲の前では照朝に対してツンデレを装っているような雰囲気だが幼いころから照朝を見守り、献身的に支えている。
照朝の周囲に自分以外の女性がいることを快く思っておらず、特に彼の傍に美女がいると勝手に嫉妬する。特に、物怖じせずに照朝への好意を堂々と明かしている紫とは、初対面のときから犬猿の仲になっている。
ドラマ版では未登場であるため、彼女の役目は初と悠季が担った。

宝条院 剣征（ほうじょういん けんせい）
宝条院グループ総裁を務める中年男性。一人娘の彩香を溺愛していることで有名。趣味はキャバクラ通い。
久利臣が密かに先導者との会話を録音していたものを受け取り、その内容（先導者の正体が清司である疑い）に困惑していた。その後、照朝にその内容を伝える。

久瀬 忍（くぜ しのぶ）
宝条院家直属護衛隊「久瀬組」隊長の女性。岡本とは、20年前に傭兵として紛争地域を渡り歩いていた際の戦友である。その当時から容姿がほとんど変わっておらず、岡本からは「魔女」と評されている。

### 主要人物の関係者
森原 修一（もりはら しゅういち）
照朝のクラスメイトの男子生徒。眞鍋家突入時、脚を撃たれ入院する。

枯田 賢悟（こだ けんご）
照朝のクラスメイトの男子生徒。眞鍋家突入時は入り口で見張りをしていたが、暴行を受け負傷し、修一と共に入院する。

直江 大介（なおえ だいすけ）
潜夜の相棒。大柄で筋肉質、坊主頭でメガネを掛けており、ニット帽などの帽子を被っている。潜夜からは「ビッグ」と呼ばれている。読書が趣味。
高校時代、自殺しようとしていた潜夜を止め、彼の考え方を改めさせ、彼の家族を殺した犯人を一緒に捕まえる。その後「飽きるまで」と言い、行動を共にしている。グングニルに人質として捕えられるなどしているが、「潜夜とつるむためのリスク」として受け入れている。なお、毛利明の大ファンであるようで、トーナメントで敗戦直後サインを貰った後（コミックスの4コマではさらに記念写真も撮っていたことも判明）に潜夜のところに励ましに行っている。
悪魔の能力は「超目測（スーパーサイズ）」。10分間、物の大きさを正確に見極めることができる。

式部 小百合（しきべ さゆり）
紫の上の妹。トーナメントに出る姉に代わって幼い下の妹と弟と共に家を守っている。
自分たちを助けるためにやってきたマルコに対し、当初は疑いの目を向けていたものの、約束通り母を救出してくれた彼を見直し好意を寄せるようになる。しかし時間を問わず電話をかけるなどアプローチの仕方が過激であり、彼を辟易させている。

斉藤 久利臣（さいとう くりおみ）
現内閣総理大臣の男性。剣征、清司の同期で、彩香曰く「聡明な方」だが、閣僚共々「先導者」の傀儡となり、全政党を統括し独裁政権を握り、新政党「グングニル」を発足させる。グングニルからの命令には逆らうことができないが、ある程度は自分の意思で行動することができ、隙を見て剣征にグングニルの情報を流す。後に剣征のアシストで「先導者」の殺害を決行するも失敗し、ゲームで傀儡にされてしまうが、最終決戦で照朝が勝利したことにより元に戻る。

### 警察関係者
大田 源（おおた げん）
警察庁理事官の男性。警察庁内の反グングニル政権派で、グングニルによる政界操作を調査している。窯桐を照朝のもとに派遣した後、グングニルに支配された警察庁長官に銃を突きつけられ、負傷しながらも逃亡に成功、偶然遭遇した剣征により保護され、彼が考案した「察してニャン大作戦」に参加した。

窯桐 玲子（かまきり れいこ）
大田の部下で、黒髪のロングヘアーと眼鏡が特徴の女性。大田からはアクセントを変えて「カマキリ」の渾名で呼ばれている。リアリストであり、照朝をグングニルの一員と疑っている。大田の指示で連絡役兼照朝の見張り役として「ハウンドドッグ」に身を置く。

五里 雷蔵（ごり らいぞう）
大田の部下で、体格の良い男性。大田からは「ゴリ」と呼ばれている。太田を庇って警察庁から逃がすが、その際全身に銃弾を受け倒れる。

### ゲームマスター
ガド
黒いミノタウロスのような姿をしている悪魔。公平なジャッジを約束する。作中最も登場回数が多かった悪魔。
ガドの手伝い悪魔
ウシをデフォルメしたような姿をしている悪魔。ゲームの進行を妨げない程度にプレイヤーにちょっかいを出したり、基本的にやりたい放題である。

コルジァ
シロフクロウのような姿をしている悪魔。ガドと比べると紳士的だが、どこか抜けている。口癖は「HO-HO-」。公平厳正で品のあるジャッジを約束する。協調と規律を尊び、跡継ぎを育てるために手伝い悪魔たちにゲームで使う道具などを準備させる。
コルジァの手伝い悪魔
フクロウのヒナのような姿をしている小さな悪魔。ガドの手伝い悪魔に比べると礼儀正しく仕事をきちんとこなす。少しドジっ子であり、女性陣から「可愛い」と評される。

コーシカ
三毛猫のような姿をしている悪魔。鍵の所有者の情報をうっかり漏らしてしまったり、ゲーム中にプレイヤーが長考すると寝てしまうなど、少々ゆるい性格である。口癖は「ナ〜」と「…ニャ」。
コーシカの手伝い悪魔
白い子猫のような姿をしている小さな悪魔。ゲームの詳細説明やセッティングなどを行う。語尾に「ニャ」とつけるほか、言葉の所々が「ニャ」になる。

ルクトス
コアラのような姿をしている悪魔。常に大きな球体にしがみついて浮いている。態度、言葉遣いが下品。
ルクトスの手伝い悪魔
コアラのような姿をしている小さな悪魔。ゲームに使う道具のセッティングなどを行う。

ダーシン
ゴリラのような姿をしている悪魔。物腰は丁寧だが、妙なところでネガティブになるなどコミカルな面を持つ。

セルヴォ
鹿のような姿をしている悪魔。一人称は「わたシカ」。他にも言葉のところどころが「～シカ」になる。自称紳士だが、登場の度にゲームのプレイヤーだけでなく部外者からもその存在を軽んじられてしまっている。
セルヴォの手伝い悪魔
鹿のような姿をしている小さな悪魔。ゲームに使う道具のセッティングなどを行う。中にはサボり癖のある者もいる。

バレイア
クジラのような姿をしている悪魔。肉声ではなくテレパシーのようなもので会話を行う。親し気な話し方をする一方、なぜか手伝い悪魔と種族が違うことを指摘されると傷つく。
バレイアの手伝い悪魔
ペンギンのような姿をしている小さな悪魔。ゲームに使う道具のセッティングなどを行う。

エルヴァ
茨の蔦の上に浮かぶ、複数の目玉が付いた黒い球体の姿をした悪魔。台詞のひらがな部分が全てカタカナになっている。
「エルヴァ様」と呼ばれており、他の悪魔より地位が高い模様。

### その他
兵頭 猛（ひょうどう たける）
暴力団「騒喧組（さわやかぐみ）」の構成員。屈強な体つきの大男で、元ボクシングの日本王者という経歴を持つ。眞鍋家に不当な貸し付け、差し押さえを行った末に一家を暴行し、助けようと介入した照朝と友人たちにも怪我を負わせ、皆を守るため所有者になった照朝に「映影頭踏」を挑まれる。「自分がこれから犯す殺人の罪を被って自首する」という要求を行い、一度はボクシングの技術や力技で追いこむも、対戦前に侮った「一分間の絶対固定」を活かした照朝の頭脳戦の前に敗北。照朝からの要求「警察へ行き過去に犯した罪すべてを告白する」を強制的に遂行させられ、理性を歪められたまま舎弟たちと共に警察へ向かった。
このように上述の経歴がある都合上、原作ではゲストキャラではあったが、ドラマ版では設定が変更されたため、敗北後はグングニルに人質に取られた悠季の母と弟を岡本と共に救うなど、原作でのマルコ・ベルモンドと直江大介の立ち回りを担う人物となっている。

コナー・ライト
国際連合でグングニル対策課に所属するアメリカの男。グングニルの独裁政治を見兼ねて日本に派遣されるが、実際には組織の功績を自国のものとして独占しようと画策していた。祷に面会した際、日本が四面楚歌である現実を突き付け挑発するが、悪魔の鍵の存在を知らずゲームを挑まれる。その後「聖戦」と称して国連軍を組織し、国連特別総司令として日本に宣戦布告するが、実際には祷にゲームで負かされ戦争の「抑止力」としてグングニルの傀儡にさせられており、自らの指揮で国連軍を同士討ちさせた。

小早川 宗司（こばやかわ そうじ）
ネット上で「SOJI」の名で活動する評論家の青年。東大に在学しているが単位取得に必要な試験を受けるためだけに通っており、普段は自宅にこもっている。
反グングニル派の世論を扇動し失敗必至のデモを起こそうとするが、犠牲を減らそうとした照朝らの妨害により小規模なものに終わり、その逆恨みから織田グループとグングニルの関係性について虚実入り混じった情報を流布し織田グループを攻撃する。この行為が照朝の逆鱗に触れ、彼が開いた会見の場で弁論で対峙した結果敗北、さらに自身の最大の理解者をデモで死なせてしまっていたことを知らされ、これまでの無責任な行いを後悔することになった。

## 用語説明
アクマゲーム
「悪魔の鍵」の力で召喚される悪魔の審判によって執り行われる「悪魔のゲーム」。ゲームの種類はその都度変わり、ゲームを開始するまでどんなゲームが行われるかは鍵の所有者にもわからない。
鍵が使用されると、所有者が部屋と認識する空間は外界と隔絶され、「閉鎖空間」が作られる。ゲーム終了までは、外部との人の往来や通信が禁じられる。ゲーム中にどちらかのプレイヤーが死亡した場合、ゲームを終了することができないため、空間は永久に封鎖される。プレイヤー・観覧者を問わず危害を加える行為やプレイヤー同士の接触は、原則的に禁止されている。
ゲーム開始前、対戦者は互いに相手に要求をすることができ、ゲームに勝利するとそれを実行する権利を得る。要求は相手の所有物・資産等を得るだけでなく、命（若さや寿命など）や技術、情報、自分への絶対服従など形のないものにも及ぶ。基本的にゲームを挑まれた者は、挑んできた側の要求を上回る要求はできない。アクマゲームで敗北したことで課せられた要求は本人の意思では逆らうことはできず、全財産の譲渡、自殺、警察への出頭など自身に不利益になることでも強制的に遂行される。なお、敗者に課された要求は勝者の意思で解除することが可能。また勝者が得た権利は勝者の任意のタイミングで行使することもできる。
互いの要求が決まった後にゲームマスターからゲームのルール説明が行われた後、ゲーム開始となる。基本的にはゲームマスターから説明されたルールでゲームを行うことになるが、対戦者がお互いに同意すればある程度のルールの追加、変更が可能である。ゲーム中はゲームマスターから説明された禁止事項以外、イカサマ行為であっても咎められることはない。
ゲームは基本的に1対1で行われるが、挑戦者が望めば3人以上の同時対戦も可能であり、その場合の対戦形式は1人1人戦う個人戦やチームで戦う団体戦などになる。
| ゲーム名                            | 対戦者（太字は挑戦者）                                                            | ゲームマスター                                                         | 内容 |
| ----------------------------------- | --------------------------------------------------------------------------------- | ---------------------------------------------------------------------- | --- |
| 真偽心眼                            | ○ 織田照朝 ● マルコ・ベルモンド                                                   | ガド                                                                   | 問い手と解き手に分かれ、問い手の発言の真偽を解き手が当てると解き手の得点、外すと問い手の得点。 1問ごとに問い手と解き手が交代する。 |
| 映影頭踏                            | ○ 織田照朝 ● 兵頭猛                                                               | ガド                                                                   | 暗くなった空間を使った、宙を光球がゆっくりと飛び回る中で行われる影踏み。 真影・半影を問わず、相手の首から上の影を踏むことで得点を獲得する。 |
| 五印一当                            | ● 織田照朝 ○ 上杉潜夜                                                             | ガド                                                                   | 5種類3枚ずつの計15枚のカードから、無作為に除かれた1枚のカードの絵柄を当てる。 ゲーム開始時に各3枚ずつ配られ、1ターン目のみ手札を公開することで、その枚数分の別の手札を再入手できる。                                                                              |
| 百金争奪                            | ○ 織田照朝 ● 長久手洋一                                                           | コルジァ                                                               | 強弱関係にある5種類の駒で、100枚の金貨を争奪する。 ゲーム終了時点で相手より多くの金貨を得た者が勝者となる。 |
| 隠蔽看破                            | ○ 織田照朝 ● 式部紫 （○ 斉藤初 ● 伊達俊一郎 （ドラマ））                          | コーシカ （ドラマ：ガド（織田vs式部戦） コルジァ（斎藤vs伊達戦））     | 隠蔽役が隠したコインを看破役が当てる心理ゲーム。 コインの位置から最も近いテーブルを、6つのテーブルの中から当てる。 |
| 入水限度                            | ○ マルコ・ベルモンド ● 敦賀純一 （○ 毛利明 ● 伊達俊一郎 （ドラマ））              | コルジァ （ドラマ：エルヴァ）                                          | 水の入った大小さまざまな容器から交互に1つ選び、その容器の水を巨瓶に入れ合う。 受け皿に水を溢すか、容器の水を99パーセント以上瓶に入れない=1パーセント以上残した方が負けとなる。                                                                                    |
| ゲーム名不明（原作のみ）            | ○ 斉藤初 ● 伊達俊一郎[注 11]                                                      | セルヴォ                                                               | たくさんのスイーツのようなものの中に紛れている相手が激辛のものを選んだことを言い当てれば勝利となる。 |
| 善悪射撃 （ドラマ：金の銃と銀の銃） | ○ 上杉潜夜 ● 眞鍋悠季 （○ 毛利明 ● 浅井満 （ドラマ））                            | ルクトス （ドラマ：エルヴァ（眞鍋vs上杉戦） コルジァ（毛利vs浅井戦）） | お互いに自身の「善・悪（ドラマ版では市民・強盗）」を手に持ったスイッチで決めた後、相手を銃で撃つか決め、金庫の中の金を奪い合う。 ゲーム終了時点で相手より多くの金を得た者が勝者となる。                                                                           |
| 籠球果実                            | ○ 織田照朝 ● 式部紫 ● 斉藤初 ● 伊達俊一郎                                         | ダーシン （ドラマ：コルジァ）                                          | 5種類の果実が描かれた球の中から5つを選ぶ。 全員分の球20個の中にどの果実がいくつあるかをコールし合い、ポイントを奪い合う。 セット終了時に10ポイント到達した者が勝者となる。                                                                                        |
| 粘土問答                            | ● 上杉潜夜 & 眞鍋悠季 ○ 毛利明 & 島津涼（ドラマ：浅井満）                         | バレイア （ドラマ：エルヴァ）                                          | 相手チームが粘土で作った物体が何かを当てる。 出題→制作→妨害→回答の4つのターンにより行われ、出題と妨害、制作と回答をそれぞれのチームで行う。 |
| 万中五選                            | ○ 織田照朝 & 斉藤初 & 伊達俊一郎 & 式部紫 ● 毛利明 & 上杉潜夜 & 眞鍋悠季 & 島津涼 | セルヴォ                                                               | 5つのミニゲームで争う。詳細は後述。 |
| 三単究明                            | ○ 織田照朝 ● 先導者（織田清司）                                                   | ガド                                                                   | 3つの単語を選び、相手の質問で選んだ単語を絞り込み、回答で選んだ単語を特定する。3つすべて正解すれば勝利。 選んだ単語は例外を除いて同義であれば読みが違う程度の回答は正答扱いになる（例として「リンゴ」を選んでいた場合、「アップル」という回答でも正解となる。）。 |
万中五選
アクマゲームトーナメントの決勝戦で行われたゲーム。チームに分かれ、万を超えるミニゲームの中からランダムに選ばれた5つで勝負する。ゲームごとにMP（メインプレイヤー）1人、SP（サブプレイヤー）3人を決めて行う。作中では各チーム4人いるため、原則4戦目までは1人1回だけだが、5戦目は誰でもMPになることが可能。先に3勝したチームが勝利となる。
ドラマ版では第2回戦終了後に照朝VSガイドの戦いになったため、実施していないが、「5スペルサバイバル」のみ、ドラマ版終了後の映画版で「五字戦闘」という1つのアクマゲームとして実施する模様。
| ミニゲーム名         | メインプレイヤー        | 内容 |
| -------------------- | ----------------------- | --- |
| 妄想最強決定戦       | ● 式部紫 ○ 島津涼       | メインプレイヤーが「最強のモノ」を妄想し、具現化した後、サブプレイヤーの投票を多く集めた方が勝利。 なお、サブプレイヤーは本当に強いと思う方に投票する必要はないため、サブプレイヤーの仕事は味方だと思う方に投票することである。そのためメインプレイヤーは味方のサブプレイヤーには自分が書いたと知らせつつ、 敵のサブプレイヤーには敵のメインプレイヤーが書いたと思わせるようなものを書くことが目的となる。 |
| しりとりドローイング | ○ 織田照朝 ● 眞鍋悠季   | 絵でしりとりをする。持ち時間内にサブプレイヤーがメインが描いた絵を回答し、先に相手の持ち時間を0にした方が勝利。 持ち時間は各種ペナルティ（濁点・拗音の省略・回答ミス・お題の変更・絵に文字を書き込む・すでに出てきたお題を選ぶ、など）によっても減っていく。最後に「ん」がつくものを描いてしまった時の処置は不明。 なお、ゲームの目的は味方のサブプレイヤーに自分が描いた絵が何なのかを当ててもらうことであるため、お題そのものを描く必要はない。 逆に言えばお題そのものをいくらうまく描いたところで味方のサブプレイヤーが正解できなければ意味がないため、正解できるようなお題を選び、正解できるような絵を描くことがメインプレイヤーの目的となる。 また、サブプレイヤーの仕事は味方のメインプレイヤーが描いた絵から何を描きたいのかを読み取ることである。 |
| きぐるみかくれんぼ   | ● 伊達俊一郎 ○ 上杉潜夜 | 全員が着ぐるみに入り、どの着ぐるみに誰が入っているかを回答する。先に4人正答した方が勝利。 サブプレイヤーは声を出すことができず、メインプレイヤーも声は変質させられる。 |
| サイレントにらめっこ | ○ 斉藤初 ● 毛利明       | 音を出さずににらめっこをするサブプレイヤーのアシスト付きのにらめっこ。 先に30デシベル以上の音を出した方が負け（サブプレイヤーはいくら音を出してもよい）。 |
| 5スペルサバイバル    | ○ 織田照朝 ● 毛利明     | 5スペルを駆使して戦う全員参加のサバイバルゲーム。大将がメインプレイヤーで、先に敵チームの大将を退場させた方が勝利。 5スペルは5文字であればどのような内容・能力でもよいが、敵チームと使用する文字が被ると使えない。 また、敵に5スペルを当てられると10秒硬直＋スペルが二度と使えなくなる。 |
悪魔の鍵
アクマゲームを執り行うために必要な鍵。この鍵により、ゲームマスターである悪魔を呼び出すことができる。鍵にはその鍵によって召喚される悪魔の元となった動物の頭蓋骨の意匠が含まれている。
「悪魔は強者にのみ従う」というルールがあり、鍵の所有者がアクマゲームで敗北した場合、鍵の所有権は勝者に移る。この鍵を初めて使用するためには鍵を自分の身体に挿して所有者として認識させる必要がある。それ以降に使用するときは、床やテーブルなどに突き立て、錠を開けるように回すことでゲームが開始される。鍵にはまった水晶体には小さな光が灯っており、他者へ課している要求の数を表している。要求が完遂された場合、または要求が鍵の所有者により破棄された場合にこの光は消える。
対戦者双方が所有者である場合、敗者は鍵の所有権を失い、敗者の持つ鍵は消えて世界のどこかに再出現する。
鍵の所有者は身体のどこかに鍵を模した文様が浮かび、ゲーム中に使用できる「悪魔の力」が備わる。「悪魔の力」の使用は、大抵の場合1ゲームにつき1回のみであり、能力を得てから最初のゲームの際に、ゲームマスターから能力の説明がある（そのため、対戦相手にも能力の詳細を知られるというデメリットが存在する）。鍵の所有権を失うと「悪魔の力」も失う。再び所有権を得ると「悪魔の力」を得ることができるが、得られる力は最初に備わった力と同じものになる。
特定波長の光を当てることで暗号が表示される。この暗号を解読すると4組の数字となる。照朝たちはこの数字が先頭から鍵の総数、鍵の番号、有効中の命令の数、所有者相手の連勝数ではないかと推測している。
また、他には「一定の条件を満たせば、人間の意志で取引できないもの（寿命など）をゲームで賭けられる」「Aが鍵を使用すれば、Bが持つ鍵はAの悪魔が召喚されている間のみ使用不能になる」「閉鎖空間であることを何らかの方法で認知すれば、屋外にも展開できる」など、詳細不明のルールが存在するようである。

ゲームマスター
中立的な立場でアクマゲームの進行を取り仕切る悪魔。
古より世界に存在するシステムであり、物理法則などと同じ「それが存在する理由を、それ以上追及できないモノ」と言われており、存在する次元が違うため、人間側から自由に触れることはできず、銃なども効かない。
ゲームに使う道具を瞬時に出現させたり、さまざまな不思議な能力を用いてゲームを取り仕切る。誰の持つ鍵で呼び出されたかは関係なく、中立で公平なジャッジを行う。ゲームマスターとして呼び出されていないときは、全方位から本棚が生えたような異空間に滞在している。

グングニル
「先導者（The Guide）」がトップを務める謎の組織。
多数の悪魔の鍵を所有、鍵の力を使い、日本を拠点に世界各地で資金を集めている。真の目的は、神に代わり先導者が人類を正しき在り方へと導く「世界独裁」。その足掛かりとして、日本の首相を始めとする各政党の党首をアクマゲームで傀儡とし、日本を独裁する。構成員の多くは先導者の考えに心酔した信者で、白を基調とし胸と背中の部分にグングニルのマークがあるコートを着用する。

アクマゲームトーナメント
「先導者」の手足となり、日本の支配を任せられる人材を決めるためにグングニルが開催する、有能な若者たちによるトーナメント。
グングニルの指定した日時と場所でアクマゲームを行う。ゲームは「勝者への絶対服従」を賭けて行う。このトーナメントに優勝した者を「先導者」がアクマゲームにより傀儡とし、日本を支配する人材とする。

天の知識書
全能の力を操る悪魔の鍵と対となる、全知の力を操る道具。「全知の書」とも呼ばれる。
幾何学的な模様が描かれたノート大・厚さ約1センチメートルの板状の物体で、「書」と名はついているがページや背表紙は確認できない。
文字通りの全知を内包しており「数々の革命的な医療技術」「新エネルギーのタイロン粒子とその活用法」「未発見の悪魔の鍵の在処」と言った、人類が知らなかった様々な知識・情報や、あらゆる人間や物の現在地や行動、過去の体験や記憶を全て知ることができる。ただし「閉鎖空間内のこと」「他人の考えていること」は分からない。
触れた生物に強制的に全知を与えるため、その膨大な知識の奔流に耐えられない生物は脳が溶けて死亡する。これに耐えて全知を得られたのは、作中では清司のみ。
祷によって海底神殿で発見され、研究されていたが、祷が「知識の奔流に耐えうる最適な人間」である清司に触らせた結果、清司はこれに耐え、「先導者」とグングニル誕生のきっかけになった。

## 書誌情報
- 原作：メーブ、作画：恵広史『ACMA:GAME』講談社〈講談社コミックス〉、全22巻
  1. 2013年6月17日発売[講 1]、ISBN 978-4-06-384887-8
  2. 2013年9月17日発売[講 3]、ISBN 978-4-06-394932-2
  3. 2013年11月15日発売[講 4]、ISBN 978-4-06-394969-8
  4. 2014年1月17日発売[講 5]、ISBN 978-4-06-394999-5
  5. 2014年3月17日発売[講 2]、ISBN 978-4-06-395033-5
  6. 2014年6月17日発売[講 6]、ISBN 978-4-06-395109-7
  7. 2014年8月16日発売[講 7]、ISBN 978-4-06-395164-6
  8. 2014年10月17日発売[講 8]、ISBN 978-4-06-395220-9
  9. 2014年12月17日発売[講 9]、ISBN 978-4-06-395266-7
  10. 2015年3月17日発売[講 10]、ISBN 978-4-06-395348-0
  11. 2015年5月15日発売[講 11]、ISBN 978-4-06-395395-4
  12. 2015年7月17日発売[講 12]、ISBN 978-4-06-395436-4
  13. 2015年9月17日発売[講 13]、ISBN 978-4-06-395486-9
  14. 2015年11月17日発売[講 14]、ISBN 978-4-06-395535-4
  15. 2016年1月15日発売[講 15]、ISBN 978-4-06-395584-2
  16. 2016年3月17日発売[講 16]、ISBN 978-4-06-395621-4
  17. 2016年5月17日発売[講 17]、ISBN 978-4-06-395672-6
  18. 2016年7月15日発売[講 18]、ISBN 978-4-06-395713-6
  19. 2016年9月16日発売[講 19]、ISBN 978-4-06-395763-1
  20. 2016年12月16日発売[講 20]、ISBN 978-4-06-395828-7
  21. 2017年2月17日発売[講 21]、ISBN 978-4-06-395872-0
  22. 2017年4月17日発売[講 22]、ISBN 978-4-06-395919-2

## テレビドラマ
『ACMA:GAME アクマゲーム』のタイトルで、2024年4月7日から6月9日まで日本テレビ系『日曜ドラマ』枠にて放送された。主演は間宮祥太朗。
また、各話の放送終了後にTVerやHuluでの見逃し配信に加え、Amazon Prime Videoでの配信も実施。2024年4月26日からは日本語や英語など8言語の字幕を付与したうえで150以上の国と地域での配信も予定している。
2024年10月25日、映画版の公開初日に合わせ、映画に関連したスペシャルドラマ『ACMA:GAME アクマゲーム ワールドエンド』が同局「金曜ロードショー」枠にて放送された。

### キャスト

#### 主人公
織田照朝〈27〉
演 - 間宮祥太朗（中学生時代：高村佳偉人、幼少期：川原瑛都）
幼少期に母が事故死しており、清司と2人で暮らしてきた。13年前、中学生の時に突然現れた男に清司が殺害され、相続した株券も宮ノ内に譲渡することになり、龍肝の手引きでインドへ避難する。悪魔の鍵の秘密を求めて世界を放浪していたが、日本で不可解な財産譲渡事件が相次いでおり、日本へと戻ってくる。
アクマゲーム・トーナメントの第1回戦の隠蔽看破では紫と戦い、これに勝利する。
第2回戦では紫とペアになって、初と伊達と籠球果実で戦い、これに勝利する。
最終決戦でガイドであった清司と「三単究明」で戦い、これに勝利する。
そして、自分を庇って命を落とした清司から託された悪魔の鍵を消すために、カンボジアのミテラタートに潜夜とともに行くところで本編は終了する。
ドラマ版では、漫画版では高校生であった主人公の照朝が27歳となっている。

#### u.u.エンジニアリング
斉藤初〈27〉
演 - 田中樹（中学生時代：齋藤優聖）
中学の時、トラブルに巻き込まれるが、照朝に助けられてから彼を親友と慕っている。悠季が開発した生成AIシステムを成功させるためにベンチャー企業を設立し、出資者を募っている。
第4話でブラックサイズ・ジャパンCEOの犬飼武彦から資金援助の誘いを受けるが、条件としてAI「おろち」の権利の譲渡を提示され苦悩する。悠季を裏切りたくない一心で申し出を断ろうとするが、犬飼が内密に作成していた「証券不渡通知書」を見せられたことで、彼が資金援助を申し出た真の目的が、提案を受け入れるか否かにかかわらず初の会社を不正に買い占めることだと知り愕然とする。
ガドが落とした悪魔の鍵を拾ったことでアクマゲーム・トーナメントに参加し、第1回戦の隠蔽看破では伊達と戦い、これに勝利する。
悪魔の鍵を手に入れてからは、悠季の家族の危機を知っても「俺はゲームに勝つだけだ」と他人事のように素っ気ない態度を取ったり、清司の仇であるグングニルの考えに賛同して組織に寝返るなど別人のように豹変する。
第2回戦では伊達とペアになって、照朝と紫と籠球果実で戦い、悪魔の鍵のチカラで2人を追い詰めるが、照朝に裏をかかれて敗北する。
だが、実際には鍵を拾った後、崩心からの電話を受け、情報を集めるために欲に溺れたふりをして彼に近づいていたことを照朝や悠季に明かす。

眞鍋悠季〈27〉
演 - 古川琴音（中学生時代：石田莉子）
照朝の中学からの友人。父親を亡くしたあと、留学すると言って消えた照朝を探していた。新世代生成AIシステムの開発に成功した優秀なプログラマー。
グングニルによって母・悠理子と弟・一馬を人質に取られ、2人を解放するために自身もアクマゲーム・トーナメントに参加することとなり、第1回戦の「金の銃と銀の銃」で潜夜と対決することとなるが、敗北する。ゲーム終了後、照朝から連絡を受けた龍肝と兵藤によって家族が無事に救出されたことを知り安堵する。
第2回戦の「粘土問答」では潜夜とペアを組んで、毛利と浅井と戦うが、彼らに敗北する。

おろち
声 - 花澤香菜
悠季が開発した生成AI。悠理子がキャラクターデザインを手がけ、黄色い大蛇のような容姿をしている。

#### アクマゲームトーナメント参加者（テレビドラマ）
上杉潜夜〈27〉
演 - 竜星涼
天才ギャンブラー。平成10年（西暦1998年）6月14日生まれ。2017年に単純賭博罪で検挙されて以降、闇カジノでたびたび目撃されている。
10年前の2015年10月23日、高校生だった潜夜は、友人と遊びに行って深夜に帰宅した際、両親と妹が強盗に襲われ亡くなっているのを目撃し、警察に通報する。半年後、潜夜は警察よりも先に、家族を殺した強盗を自らの手で捕まえていたが、その後も意識の無い状況（就寝中など）になると、殺害された家族の遺体を発見した時の記憶がフラッシュバックしたりするなどの悪夢に苛まれている。
アクマゲーム・トーナメントの第1回戦の金の銃と銀の銃では悠季と戦い、これに勝利する。
第2回戦の「粘土問答」では悠季とペアを組んで、毛利と浅井と戦う。悪魔の鍵のチカラで毛利の妻と息子を召喚して彼の冷静さを欠こうとするが、彼自身の悪魔の鍵のチカラで冷静さを取り戻されたことで、悠季の解答を妨害され、敗北する。
悪魔の鍵を消すためにカンボジアのミテラタートに行った照朝の後を追う。

式部紫〈18〉
演 - 嵐莉菜（幼少期：ブリクスィ マヤ）
アイドルグループ「SUPER FUNKY PIXIEs」のメンバー。
アクマゲーム・トーナメントの第1回戦では照朝と戦う。高い演技力を生かした巧みなブラフで照朝を追い詰めていくが、後半で逆にブラフを仕掛けられ追い詰められる。その後、最後の切り札として悪魔のチカラを発動するが、チカラを見破った照朝に妨害されたことで敗北する。
第2回戦では照朝とペアになって、初と伊達と籠球果実で戦い、これに勝利する。

毛利明〈35〉
演 - 増田昇太（s**t kingz）（第5話 - ）
天才棋士。称号は竜王。19歳の時に悪魔の鍵の力で竜王にまで上り詰めたという。
アクマゲーム・トーナメントの第1回戦では浅井と戦い、これに勝利する。
第2回戦の「粘土問答」では浅井とペアを組んで、悠季と潜夜と戦い、これに勝利する。
グングニルの計画を止めるため、照朝の依頼を受けて、悪魔の力で島ごと閉鎖空間で包んで外部との通信を遮断し、伊達と入水限度で戦うが、自身の思惑を読み取られた伊達がわざと負けるという手段を使ったことで勝負をつけられて敗北し、体力も限界を迎えたことで閉鎖空間も消滅する。

伊達俊一郎〈31〉
演 - 福山翔大（第5話 - ）
心理学専攻の心理学者。趣味は人間観察で、人間を研究対象としか見ていない冷酷な性格。伊達と関わった家族や友人には自殺者が多く、伊達が自殺に追い込んだと噂されている。
アクマゲーム・トーナメントの第1回戦で初と戦うも敗北するが、ゲーム終了後にはなぜか笑みを浮かべていた。
第2回戦では初とペアになって、照朝と紫と籠球果実で戦う。第1セットでは初にポイントを稼がせる形でゲームを進めるが、第2セットではチームプレーよりも「信頼する相手に裏切られ絶望する人間の顔が観たい」という自らの歪んだ欲望を優先して初を欺きリタイアさせる。第4セットではゲームの勝利条件である「10ポイントを獲得する」に近づいた初に「貴方の勝利を確実にする方法がある」と語り、紫の上着に盗聴器を仕掛けたことを明かした上で盗聴用のイヤホンを渡すが、盗聴器に気づいた照朝と紫に嘘の情報を掴まされた初がリタイアとなる。その後に紫がリタイアし、自身と照朝の一騎討ちとなった場面で悪魔のチカラを使って彼の駒を盗み見ようとするが、直前に照朝が悪魔のチカラで駒を裏返した状態で固定させたため失敗し敗北する。
グングニルの計画を止めるため、照朝の依頼を受けた毛利と入水限度で戦うが、毛利の思惑を読み切ったことにより、わざと勝負に負ける形で毛利に勝利し、体力の限界を迎えた毛利を嘲笑う。

浅井満（あさい みつる）〈33〉
演 - 坂口涼太郎（第5話 - ）
カリスマYouTuber。ドラマ版オリジナルキャラクター。
アクマゲーム・トーナメントの第1回戦では毛利と戦うが、敗北する。
第2回戦の「粘土問答」では毛利とペアを組んで、悠季と潜夜と戦い、これに勝利する。

#### グングニル（テレビドラマ）
相次ぐ政治家や警察高官、自衛隊高官の不審死や財産譲渡事件に関与する集団で、アクマゲームで悪魔の鍵の所有者同士を戦わせようとする。悪魔の鍵を使ってより大きな戦争を起こし、新しい世界を創造しようとする。
織田清司〈58〉 / ガイドさま
演 - 吉川晃司
織田グループ会長。照朝の父。13年前、照朝が中学生の時に謎の男（崩心）に殺害される。その際、悪魔の鍵を照朝に託していた。
だが、実際には生きており、アクマゲーム・トーナメント第2回戦を終えた照朝たちの前にグングニルのトップである「ガイドさま」として現れた。
争いが絶えない世界を危惧していた時に崩心と出会って彼の計画を知ったことで彼と手を組み、死を自ら偽装して姿を消し、グングニルを設立した。
そして、照朝と最終決戦の「三単究明」で戦うが、最後の質問で照朝が書いた3つ目の答えが名前を変えた同一人物までは把握したものの、自分自身であることに気づかず、それが原因で敗北する。その後、グングニルの解散を決定し、G20への攻撃を中止して、照朝にグングニルの所持していた悪魔の鍵を渡す。だが、用済みとして崩心に銃撃され、照朝を庇って撃たれる。そして、悪魔の鍵を消すことを照朝に託し、ミテラタートに行くように告げて、崩心によって崩落するアクマゲーム・トーナメントの会場と運命を共にして死亡する。

崩心祷〈53〉
演 - 小澤征悦
考古学者。清司を13年前に殺害して逃亡する。
実は、清司と結託してグングニルを発足し、世界に対して戦争を起こそうとするも、清司が照朝に敗北し、グングニルの解体とG20への攻撃の中止を表明したことで、照朝達の前で本性を現し、用済みとして照朝を庇った清司を銃撃した後、起爆装置のスイッチを押し、姿をくらます。

長久手洋一〈34〉
演 - 桐山漣
グングニルの構成員。原作とは異なり、髪の毛は黒い短髪になっている。
かつては集中治療専門医として終末期医療専門の病院で働いていたが、昏睡状態だった妻を病院を訪れたグングニルの指導者「ガイドさま」に助けてもらったことがきっかけで彼を崇拝しグングニルに所属する。
3本の悪魔の鍵を集めると浮かび上がる数字が、それぞれの鍵の所有者がいた場所の座標を表していると突き止めた照朝の前に現れ、アクマゲームの勝負（百金争奪）を挑み、照朝が負けた場合には「今後一切グングニルには逆らわず絶対服従を誓ってもらうこと」、自らが敗北した場合には「グングニルのすべての情報を開示すること」を宣誓する。
1回戦と2回戦では、照朝の作戦や思考を正確に読み取り引き分けに持ち込む。3回戦では、ゲーム開始前でのコルジァのルール説明の際、半ば巻き込まれる形となった悠季と潜夜がゲームに使用する駒を壊してしまうアクシデントが起きた時のコルジァの台詞から「駒の判別方法」を知った照朝と、照朝がこっそり出していた指示や行動の意味を即座に理解した悠季と潜夜の連携プレーに翻弄され敗北する。
ゲーム終了後、宣誓に従ってグングニルに関する情報を話そうとするが、突然「精算」と呟いた直後に気絶して意識が戻るが、立ち振る舞いが別人のように変化する。やがて照朝との対決前にある人物と行ったアクマゲームに敗北した際に記憶を改竄され、また「もう一度アクマゲームに敗北したら、改竄した記憶をすべて失う」と釘を刺されていたこと、さらに龍肝の調査で長久手の妻が7年前に他界していたことが判明し、精神的なショックを受けて龍肝の知り合いの病院に入院することになった。

鳥羽
演 - 林田岬優（第2話 - ）
崩心の秘書。

#### アクマゲームトーナメントの運営側の人物
謎の黒服集団
以下、全員（第4話 - ）
演 - 村本明久、諒太郎、高橋里央、府川眞
アクマゲーム・トーナメントに招待された照朝を待ち受ける者たち。

アナウンス
声 - 武内駿輔（第5話 - ）
アクマゲーム・トーナメント会場の場内アナウンス。

#### 織田グループ（テレビドラマ）
日本有数の総合商社。
岡本龍肝〈60〉
演 - 橋本じゅん
照朝の父・清司の会長秘書で、彼の息子の照朝とも面識がある。清司の死後、照朝をインドに避難させ、日本から彼を支援してきた。織田グループが解体された現在は宮ノ内グループ会長秘書となっている。
清司の仇である崩心との対決に臨むために命がけのアクマゲームに挑む照朝に、「自分の心に背かない選択をしてください」と告げる。

織田麗華〈享年44〉
演 - 遊井亮子
照朝の母。旧姓:山本。大ヒット商品「モグチョコ」は照朝の意見を聞きながら麗華が開発した商品である。
照朝が11歳の時に家族旅行先のブリュッセルで誕生日ケーキを買った帰り道に、轢き逃げ事故に遭遇して亡くなる。
その死の真相は、テロリストの標的となって襲撃されたミラヴェリア共和国の大使の巻き添えで車両に轢かれて死亡した。麗華の死は、清司が醜い争いを生み続ける世界に殺されたと絶望し、ガイドとして争いのない新世界を創造することを決意する要因となった。
宮ノ内義近
演 - 阪田マサノブ
宮ノ内グループ会長。以前は織田グループの人間だったが、清司の死後、照朝が相続した株券を全て譲渡させてグループを解体、宮ノ内グループへと変貌させ会長におさまる。
崩心の部下である長久手からアクマゲームや悪魔の鍵と所有者のことを聞き、「未経験者と対戦した方が良い」として式部との対戦を勧められる。そして式部が所属するアイドルグループ「SUPER FUNKY PIXIEs」のライブ会場の観客席に現れて悪魔の鍵を見せ、逃げる彼女を追いかけるが、同じく式部との接触を図る潜夜が仕掛けたアクマゲームに敗北し、SNSに「宮ノ内グループの財産を、すべて上杉さんに譲渡します」とビルの屋上で叫びながら大量の札束をばら蒔く一部始終を撮影した動画が投稿された。

#### 悪魔のゲームマスター
悪魔の鍵を挿して召喚することで顕現するアクマゲームのゲームマスター。
ガド
声 - 諏訪部順一 （第1話 - 第3話、第5話、第8話 - ）
牛の悪魔。
第4話のラストで初の前に悪魔の鍵を落とし、彼がアクマゲーム・トーナメントに参加するきっかけを作った。

コルジァ
声 - 坂本真綾 （第4話 - 第7話・SP）
公平厳正で品のあるジャッジを約束するフクロウの悪魔。

エルヴァ
声 - 中村悠一（第6話、第8話 - ）
黒い球体状の身体を持つ一つ目の悪魔。身体のサイズを自由に変化させたり、瞬間移動する能力を持つ。
基本的に冷静沈着で言葉遣いは丁寧だが、興奮したりすると言動が粗暴になる。

#### アイギス教団
「欲望からの解放」を教義として謳う新興宗教。
黒田光輝（くろだ こうき）
演 - 金子ノブアキ（SP、映画）
司祭。妹の蘭とともにアイギス教団を設立した。ある強い目的のために「悪魔の鍵」を集めている。
黒田蘭（くろだ らん）
演 - 志田未来（SP、映画）
教祖。光輝の妹。人の心を読む力を持つ。
木月舞（きづき まい）
演 - 田辺桃子（SP）
信徒。光輝の信任を得て、悪魔の鍵を一本譲渡された。
水元玄（みずもと げん）
演 - 晃平（SP）
教団の命令には絶対服従する、巨躯の戦闘員。
桐山
演 - 両國宏（SP、映画）

#### ゲスト

##### 第1話
丸子光秀（まるこ みつひで）〈27〉
演 - 須賀健太（第2話）
反社会勢力・丸子ファミリー二代目。原作のマルコ・ベルモンドに相当。呉弁を話す。
真偽心眼で照朝との勝負に敗れた後、照朝がガドに「丸子の命を200年後に散らしてほしい」と頼んだにもかかわらず、照朝たちが崩心との電話に気を取られている最中に、窓の外を見ながら「精算」と呟いた直後に姿を消す。
実は真偽心眼を始める際、照朝はガドに「ゲームに勝ったら、悪魔の鍵に関する情報と丸子の命をいつでも散らすことができる権利を要求する」と告げたのに対し、丸子が「もしワシがゲームに負けたら、ワシを即座に消してくれても構わん」と上書きした要求をガドが受け入れたこと、そして照朝が「丸子の命を200年後に散らしてほしい」という要求を提示したのが誓いの儀式を終えた後だったために抹消されていた。

明智
演 - 阿南健治
織田麗華が商品開発に関わったモグチョコを販売している明智食品の社長。日本に戻った照朝を自社工場でアルバイトさせる。

鮫島
演 - 沖原一生（第2話・最終話）
丸子の部下。

鮎川
演 - 山内昭宏（第2話・最終話）
丸子の部下。

蟹田
演 - 舘野将平（第2話・最終話）
丸子の部下。

本多
演 - 加藤照男
本多科学会長。丸子に鍵と財産をすべて譲渡した後、自社ビルから飛び降りて死亡。

ニュースキャスター
声 - 杉野真実（NTVアナウンサー）

高橋結衣
演 - 和田瞳
宮ノ内グループ受付嬢。
- 石田彩[37]、Rachael Aoki、Panot Sukjitr、Weerachart Dunagwah、Chaiwat Sadindum、Geerati Monmora、Sontaya Dermparakhon

##### 第2話
兵頭猛（ひょうどう たける）〈35〉
演 - 栄信（第1話・第6話・最終話）
総合格闘家。1年前、所属ジムの借金返済のために八百長試合をしたことがばれて表舞台から姿を消し、現在は地下格闘技で連戦連勝している。
連戦連勝の秘密が、兵藤が試合中に右手のグローブに隠している悪魔の鍵だと察して近づいてきた潜夜から、悪魔の鍵と鍵を増やす方法や、自分以外にも鍵を所有している者がいることを聞き、その過程で照朝のことを知る。
照朝から鍵を奪うため、兵藤は彼が通っていた中学校に向かい、中学時代に校庭に埋めていたタイムカプセルを探しに来ていた悠季を人質に取って照朝と初の前に現れ鍵の引き渡しを要求する。そこで照朝が咄嗟に悪魔の鍵を床に突き挿してガドを出現させたことで、初めて悪魔の存在やアクマゲームのことを知り、ゲームの勝者が敗者の命を奪うことも可能であるとガドから聞いた兵藤は、「俺がゲームに勝ったら、照朝・初・悠季の3人の命を貰う。負けたら俺の命を差し出す」と告げ、照朝との映影踏頭に挑む。
中学校の校庭で行われた1回戦では、アスリートとしてのスタミナとフットワークを生かしつつ、フェイントで照朝の隙を誘って彼の影を踏み勝利。校舎の廊下での2回戦では、初を人質に取って照朝を誘き出そうとするが、照朝が机などを組み立てて出したダミーの影と、彼が中学時代に初と2人でクラスメイトに披露していた瞬間移動マジックのトリックで不意を衝かれて敗北。体育館での3回戦では、照朝が「1分間の絶対固定」を発動させて仕掛けたトラップを、セコンドとしての協力を申し出た潜夜が細工したことで優位に立つが、照朝を守るために駆け付けた初と悠季に足止めされ、そのまま照朝に影を踏まれて1勝2敗となり、映影踏頭での敗北が決定する。
ガドによって抹殺されそうになるが、丸子の一件で要求の上書きに気づいた照朝が、ゲーム開始前に兵藤が「俺がゲームに負けたら、命をくれてやる」と告げた際に兵藤の命を自由にできる権利を要求して上書きしたこと、そして照朝がその権利の発効を保留にしたことで消滅（死）を免れ、悪魔の鍵を手に入れた経緯や照朝のことを自分に教えたのが潜夜であることを明かす。
アクマゲーム・トーナメント第1回戦の「金の銃と銀の銃」が行われていたころ、自身が出場する試合のチケットを照朝に渡すために龍肝の元を訪ねた矢先に、グングニルによって悠季の家族が人質として囚われていることを照朝が龍肝に話しているのを聞き、龍肝とともに救出に向かった。

悠理子
演 - 阿南敦子（第6話）
悠季の母。イラストレーター。おろちに、人間の感情の機微などについて教えている。
アクマゲーム・トーナメント第1回戦の「金の銃と銀の銃」が行われていたころ、悠季をアクマゲームに参加させるための人質として、息子の一馬とともに軟禁されるが、おろちの協力を得て軟禁場所を突き止めた照朝から連絡を受けた龍肝と兵藤に救出される。

担当者
演 - 内藤聖羽
初が追加融資を頼みに行った「東京都企業金融公庫」の担当者。

生徒
演 - 清宮義騎、溝口元太
中学生の初をカツアゲする生徒。

城多（しろた）
演 - 原田佳佑
兵頭と対戦した格闘家。

実況アナウンサー
声 - 住岡佑樹（NTVアナウンサー）
猛の試合を実況するアナウンサー。

レフェリー
演 - 吉野恵悟

研究員
演 - 佐々木史帆
照朝たちの依頼で悪魔の鍵をスキャンしたラボのスタッフ。

キャバ嬢
演 - 里佳津乃、二色薫子、山下さくら、たけいまい
猛が潜夜と初めて会ったキャバクラのキャバ嬢。

- 矢幡晃一[39]、小作圭輔

##### 第3話
NAHO、MIKA、MIYU
演 - NAHO（最終話）、mika（最終話）、谷岡心結（最終話）
紫の所属するアイドルグループ「SUPER FUNKY PIXIEs」のメンバー。

男性
演 - Jewel
悠季の作業場のモニターに映る外国人男性。

##### 第4話
犬飼武彦
演 - 武田航平（第5話）
ブラックサイズ･ジャパンCEO。会社の資金繰りに悩む初に支援を申し出るも、その実は初の会社を不正に買い占めようとするものだった。
後に銀行の融資部長と結託し、複数の有望なベンチャー企業を経営難に陥らせてから出資者として接近し、自社に有利となる不当な株の譲渡を行い企業買収を行った容疑で逮捕された。

長久手の妻
演 - 愛川眞生

政治家、自衛隊高官
演 - 白畑真逸、井川哲也
グングニルが裏で手を引き、謎の不審死を遂げたとされる。

男たち
演 - 佐藤翔、石川慎
路上でぶつかった初に因縁をつける男とその連れ。

##### 第6話
眞鍋一馬
演 - 三浦綺羅
悠季の弟。

##### 第8話
毛利シズ、毛利勇
演 - 穂志もえか（第9話・最終話）、渡辺渉望（第9話・最終話）
毛利の妻と息子。潜夜の悪魔のチカラでアクマゲーム・トーナメントの会場に召喚された。

潜夜の母、潜夜の妹
演 - 名越佳代、佐脇花音
2015年に自宅に押し入った強盗に殺された。

##### 第9話
スタッフ
演 - 小柴怜奈（最終話）、内田智大（最終話）
グングニルのスタッフ。ガイドに脳を活性化させる薬「テオブロム」を渡す。

##### 最終話
大使
演 - Richard Wilson
ミラヴェリア共和国大使。ブリュッセルでテロ車両に命を狙われ、その巻き添え事故で麗華は命を落とした。

ボディガード
演 - Riccardo B、Tomasz
テロから身を挺して大使を守った。

記者
演 - 湯田昌次
AIおろちと対戦する毛利棋士にインタビューする記者。
- Gustavo J

##### SP
ノア
演 - HD
照朝がラスベガスでゲーム「真偽心眼」で対戦した男性。数ミリ単位で狙って撃てる射撃の名手。悪魔の能力は「緩やかな時間（クロック・ダウン）」。鍵の文様の場所は左の目元であるため常にサングラスをかけて隠している。
兵士、女の子
演 - Chuck、MAREM W
清司がある戦時中の国で初めてアクマゲームで対戦した兵士と、その彼によって射殺された少女。
王政富
演 - 趙嘉穎
清司が上海で対戦した王科有限公司のトップ。

### スタッフ
- 原作 - 原作：メーブ / 作画：恵広史『ACMA:GAME』（講談社『週刊少年マガジン』所載）[53]
- 脚本 - いずみ吉紘[53]、谷口純一郎[53]
  - SP - 谷口純一郎、諸橋隼人、いずみ吉紘
- 演出 - 佐藤東弥[53]、狩山俊輔[53]、松田健斗[53]、後藤庸介
  - SP - 後藤庸介
- アクマVFX - デジタル・フロンティア[53]
- 音楽 - 菅野祐悟[53]
- 主題歌 - UVERworld「MEMORIES of the End」（ソニー・ミュージックレーベルズ）[6]
- 挿入歌 - SixTONES「GONG」（ソニー・ミュージックレーベルズ）[54]
- 撮影 - 門田健、関根悠太
- 照明 - 木村明生
- 音声 - 菊地啓太
- 編集 - 松竹利郎
- VE - 関口和也
- オープニング - 菊間潤子
- 特殊造形 - 吉田等
- 特殊小道具製作 - 梅沢壮一
- VFXスーパーバイザー - 西村了
- VFXディレクター - 大塚康弘
- CG - 田中貴志
  - SP - 諸星勲
- 選曲 - 深井翠子
- 音響効果 - 本郷俊介
- フォーリー - 朝倉渚
- MA - 小川沙織
- グレーディング - 三坂裕之
- オンライン編集 - 齋藤竜
- AI監修 - 小塩篤史
- IT原稿監修 - 草場英仁
- 呉弁指導 - 沖原一生
- アクションコーディネーター - 佐々木修平
- モーションアクター - まんてんぼし
- ガンエフェクト - 大宮敏明
- チーフプロデューサー - 松本京子[53]
- プロデューサー - 藤村直人[53]、岩崎広樹[53]、後藤庸介[53]、大庭佑理（AX-ON）[53]、本多繁勝（AX-ON）[53]
  - SP - 岩崎広樹、藤村直人、大庭佑理（AX-ON）、本多繁勝（AX-ON）
- 制作協力 - 日テレアックスオン[53]
- 製作著作 - 日本テレビ[53]

### 放送日程

#### 連続ドラマ
| 各話                                                                         | 放送日  | サブタイトル   | ラテ欄 | 脚本       | 演出     | 視聴率 |
| ---------------------------------------------------------------------------- | ------- | -------------- | --- | ---------- | -------- | ------ |
| 第1話                                                                        | 4月07日 | 真偽心眼       | 父を奪われた青年の壮大な闘いが始まる! 巨大悪魔が執り仕切る究極デスゲーム開幕! 悪魔の鍵を狙う者達の騙し合いバトル勃発 | いずみ吉紘 | 佐藤東弥 | 5.7%   |
| 第2話                                                                        | 4月14日 | 映影踏頭       | 今度の敵は格闘家! 負けると死ぬ!? 究極の影踏みゲーム…人質の友を守れ                                                   | いずみ吉紘 | 佐藤東弥 | 3.7%   |
| 第3話                                                                        | 4月21日 | 五印一当       | 最強の敵現る! 天才詐欺師と極限騙し合い 迫る敗北の危機…!!                                                             | いずみ吉紘 | 佐藤東弥 | 3.7%   |
| 第4話                                                                        | 4月28日 | 百金争奪       | 美しき新悪魔が飛来 負けたら服従…父の敵との戦い衝撃ラスト                                                             | 谷口純一郎 | 狩山俊輔 | 3.3%   |
| 第5話                                                                        | 5月05日 | 隠蔽看破       | 親友が敵に!! 究極のデスゲーム新章開幕!! アイドルと騙し合い                                                           | 谷口純一郎 | 狩山俊輔 | 3.5%   |
| 第6話                                                                        | 5月12日 | 金の銃と銀の銃 | 愛する家族が誘拐!! 最凶の敵と銃撃バトル 孤島で大爆破危機!                                                            | いずみ吉紘 | 佐藤東弥 | 3.5%   |
| 第7話                                                                        | 5月19日 | 籠球果実       | 愛する親友と決闘! 宿命の対決の行方は…衝撃の裏切り者発覚                                                              | 谷口純一郎 | 後藤庸介 | 2.9%   |
| 第8話                                                                        | 5月26日 | 粘土問答       | お前が敵だったのか 最大衝撃…父を殺した真の黒幕と遂に対決                                                             | いずみ吉紘 | 松田健斗 | 3.2%   |
| 第9話                                                                        | 6月02日 | 三単究明       | 首謀者は愛する父…絶望を仲間と乗り越え 宿命の父子最終決戦                                                             | 谷口純一郎 | 後藤庸介 | 3.1%   |
| 最終話                                                                       | 6月09日 | これから       | 愛する父と最終戦! 生き残るのは誰? 今夜悪魔が笑う壮絶結末                                                             | いずみ吉紘 | 佐藤東弥 | 2.9%   |
| 平均視聴率 3.6% （視聴率はビデオリサーチ調べ、関東地区・世帯・リアルタイム） |         |                | |            |          |        |

#### スペシャルドラマ
| 放送日                                                       | サブタイトル | 演出     | 視聴率 |
| ------------------------------------------------------------ | ------------ | -------- | ------ |
| 2024年10月25日                                               |              | 佐藤東弥 |        |
| （視聴率はビデオリサーチ調べ、関東地区・世帯・リアルタイム） |              |          |        |

### スピンオフドラマ
『新たな鍵』（あらたなかぎ）のタイトルで、Huluにて前編が6月9日の最終話放送終了後から、後編が6月16日からそれぞれ配信された。本放送には出てこない新たな敵に対し、照朝、初、潜夜の3人組が勝負を挑む。

#### キャスト（スピンオフドラマ）
- 織田照朝 - 間宮祥太朗[58]
- 斉藤初 - 田中樹[58]
- 眞鍋悠季 - 古川琴音[58]
- 上杉潜夜 - 竜星涼[58]
- 式部紫 - 嵐莉菜[58]
- 木月舞 - 田辺桃子[58]
- 水元玄 - 晃平[58]
- おろち - 花澤香菜[58]
- エルヴァ - 中村悠一[58]
- アナウンサー - 杉野真実（NTVアナウンサー）

#### スタッフ（スピンオフドラマ）
- 脚本 - 諸橋隼人[58]
- 音楽 - 菅野祐悟[58]
- 監督 - 後藤庸介[58]
- チーフプロデューサー - 松本京子[58]
- プロデューサー - 岩崎広樹、藤村直人、大庭佑理（AX-ON）、本多繁勝（AX-ON）[58]

#### 配信日程（スピンオフドラマ）
| 各話 | 配信日  |
| ---- | ------- |
| 前編 | 6月09日 |
| 後編 | 6月16日 |

| 日本テレビ系列 日曜ドラマ                                     | 日本テレビ系列 日曜ドラマ                                             | 日本テレビ系列 日曜ドラマ                                           |
| 前番組                                                        | 番組名                                                                | 次番組                                                              |
| ------------------------------------------------------------- | --------------------------------------------------------------------- | ------------------------------------------------------------------- |
| 厨房のありす （2024年1月21日 - 3月24日） - 【日本テレビ制作】 | ACMA:GAME アクマゲーム （2024年4月7日 - 6月9日） - 【日本テレビ制作】 | 降り積もれ孤独な死よ （2024年7月7日 - 9月8日） - 【読売テレビ制作】 |

## 実写映画
テレビドラマの最終回放送後に実写映画化が発表され、『劇場版 ACMA:GAME 最後の鍵』のタイトルで2024年10月25日に公開された。

### キャスト（実写映画）
- 織田照朝：間宮祥太朗[4]
- 斉藤初：田中樹[4]
- 眞鍋悠季：古川琴音[4]
- 上杉潜夜：竜星涼[4]
- 式部紫：嵐莉菜[4]
- 毛利明：増田昇太（s**t kingz）[59][60]
- 伊達俊一郎：福山翔大[59][60]
- 浅井満：坂口涼太郎[59][60]
- 兵頭猛：栄信[59][60]
- 岡本龍肝：橋本じゅん[59][60]
- 黒田光輝：金子ノブアキ[61]
- 黒田蘭：志田未来[61]
- 崩心祷：小澤征悦[4]
- 丸子光秀 - 須賀健太[62]
- 鮫島 - 沖原一生[62]
- 鮎川 - 山内昭宏[62]
- 蟹田 - 舘野将平[62]

#### 声の出演（実写映画）
- ガド：諏訪部順一[60]
- コルジァ：坂本真綾[60]
- エルヴァ：中村悠一[60]
- おろち：花澤香菜[60]
- セルヴォ：関智一[63]
- バレイア：村瀬歩[63]
- ヴァジラ：榎木淳弥[63]

### スタッフ（実写映画）
- 原作：メーブ / 作画：恵広史『ACMA:GAME』（講談社『週刊少年マガジン』所載）[64]
- 監督：佐藤東弥[64]
- 脚本：いずみ吉紘、谷口純一郎[64]
- 音楽：菅野祐悟[60]
- 主題歌：UVERworld「PHOENIX」（ソニー・ミュージックレーベルズ）[65]
- 挿入歌：SixTONES「GONG」（ソニー・ミュージックレーベルズ）[66]
- 製作：桑原勇蔵、森實陽三、市川南、松本拓也、山本大樹、桑原佳子、角田真敏、加藤幸二郎[60]
- 製作統括：佐藤貴博[60]
- エグゼクティブプロデューサー：飯沼伸之、松本京子[60]
- プロデューサー：藤村直人、岩崎広樹、後藤庸介、大庭佑理、本多繁勝[60]
- 撮影：門田健[60]
- 照明：木村明生[60]
- 録音：菊地啓太[60]
- 美術：三上敏也[60]
- 美術デザイン：山本聡[60]
- 編集：松竹利郎[60]
- VFXスーパーバイザー：西村了[60]
- VFX：大塚康弘[60]
- CG：田中貴志[60]
- 選曲：深井翠子[60]
- サウンドデザイン：本郷俊介[60]
- 記録：初山澄乃[60]
- 協力プロデューサー：吉川恵美子[60]
- スケジューラー：山下学美[60]
- 監督補：松田健斗[60]
- 制作担当：由利芳伸[60]
- 配給：東宝[64]
- 制作プロダクション：日テレアックスオン[64]
- 製作幹事：日本テレビ放送網[64]
- 製作：劇場版『ACMA:GAME』製作委員会（日本テレビ放送網、東宝、読売テレビ放送、トライストーン・エンタテイメント、VAP、講談社、日テレアックスオン、札幌テレビ放送、宮城テレビ放送、静岡第一テレビ、中京テレビ放送、広島テレビ放送、福岡放送、日本テレビ系全国22社）